# Maro lautus
Maro lautus är en spindelart som beskrevs av Saito 1984. Maro lautus ingår i släktet Maro och familjen täckvävarspindlar. Inga underarter finns listade i Catalogue of Life.